# Masahiko Shimada
Pour les articles homonymes, voir Shimada.
Masahiko Shimada (島田 雅彦, Shimada Masahiko, né le 13 mars 1961) est un écrivain japonais. Il commence sa carrière de romancier en se désignant lui-même comme sayoku (de gauche). Dans ses œuvres, il a parfois fait référence à la famille impériale japonaise. Il écrit également des poèmes et des livrets pour des opéras.

## Biographie
Etudiant en russe à Tokyo, Masahiko Shimada se fait remarquer dès 1983 avec son premier ouvrage, retenu dans la dernière sélection du prix Akutagawa. À défaut de l'obtenir, il reçoit le prix Noma en 1984 pour sa troisième publication, Muyû ôkoku no tame no ongaku (inédit en français), et le prix Izumi Kyôka en 1992 pour Maître Au-delà.  
Yumetsukai (Dream Messenger), publié au Japon en 1989 (inédit en français mais traduit en anglais), est l'un de ses romans les plus populaires.

## Liste des œuvres traduites en français
- ? : Un Touriste, dans Le Serpent à Plumes n°20 (p. 27-32), nouvelle traduite par Hélène Morita, Le Serpent à Plumes, 1993.
- 1991 : Les Carnets de la momie (extrait de アルマジロ王), nouvelle traduite par Dominique Palmé, Éditions Caractères, 2012.
- 1992 : Maître Au-delà (彼岸先生 ), roman traduit par Anne-Yvonne Gouzard, Le Serpent à Plumes, 2004.
- 2007 : La Fille du chaos (カオスの娘 シャーマン探偵ナルコ), roman traduit par Miyako Slocombe, Wombat, 2014 ; Le Livre de Poche, 2016.

## Source de la traduction
- (en) Cet article est partiellement ou en totalité issu de l’article de Wikipédia en anglais intitulé « Masahiko Shimada » (voir la liste des auteurs).